# 迪克·亚历山大
迪克·亚历山大为一位美国音讯工程师。他曾赢得了2次奥斯卡最佳音响效果奖，并在这个奖项上获得了6次提名。自1975年起他参与了170多部电影的制作。

## 精选影视作品
所罗门曾赢得了2次奥斯卡最佳音响效果奖，并获得6次提名。
获奖：
- 总统班底 (1976)[1]
- 爵士乐手（英语：Bird (1988 film)） (1988)[2]

提名：
- 深深深（英语：The Deep (1977 film)） (1977)[3]
- 窈窕淑男 (1982)[4]
- 鹰狼传奇 (1985)[5]
- 偷心俏佳人（英语：Heartbreak Ridge） (1986)[6]
- 致命武器 (1987)[7]
- 不可饶恕 (1992)[8]